# Jääjärvi (sjö i Enare, Lappland, Finland)
Jääjärvi eller Jieugajävri är en sjö i Finland. Den ligger i kommunen Enare i landskapet Lappland, i den norra delen av landet, 1 100 km norr om huvudstaden Helsingfors. Jääjärvi ligger 266 meter över havet. Arean är 66,5 hektar och strandlinjen är 3,93 kilometer lång. Sjön  ingår i Neidenälvens huvudavrinningsområde.   Omgivningarna runt Jääjärvi är i huvudsak ett öppet busklandskap.